# Comuna Babaikivka, Țarîceanka
Babaikivka (în ucraineană Бабайківка) este o comună în raionul Țarîceanka, regiunea Dnipropetrovsk, Ucraina, formată din satele Babaikivka (reședința), Ivano-Earîzivka, Kușcivka, Novostroiivka și Verbove.

## Demografie
Componența lingvistică a satului Babaikivka
     Ucraineană (96,08%)
     Rusă (2,99%)
     Alte limbi (0,16%)
Conform recensământului din 2001, majoritatea populației satului Babaikivka era vorbitoare de ucraineană (96,08%), existând în minoritate și vorbitori de rusă (2,99%).